# نادي نساء عدن
نادي نساء عدن هو منظمة نسائية في اليمن، تأسس عام 1943. كان أول منظمة لحقوق المرأة في اليمن، وبداية حركة حقوق المرأة في اليمن.
وفي ثلاثينيات القرن العشرين، تأسست عدة نوادي للرجال في عدن. في عام 1943، تأسس نادي نساء عدن على يد المجلس الاستعماري البريطاني في محاولة لكسر العزلة بين الجنسين والمشاركة في الحياة العامة. ومع ذلك، لم يُسمح إلا لعدد قليل من النساء اليمنيات من قبل عائلاتهن بحضور النادي، وفي البداية كانت معظم الأعضاء من النساء الأجنبيات مثل النساء البريطانيات والهنديات والفارسيات: وُصفت النساء الفارسيات بأنهن النساء المسلمات الوحيدات في اليمن في ذلك الوقت اللاتي ظهرن سافرات في الأماكن العامة. 
في البداية كان النادي مجرد نادي اجتماعي. وقدم دروسًا في اللغة الإنجليزية، وأفلامًا باللغة الإنجليزية، ودورات في الحرف اليدوية وأنشطة مماثلة. في عام 1954م أصبحت نبيهة حسن علي أول امرأة يمنية تُنتخب رئيساً للنادي. وبعد ذلك أصبح أغلب أعضاء النادي من النساء اليمنيات، وتحول نادي المرأة العدنية من نادي اجتماعي إلى نادي سياسي ينشط في مجال حقوق المرأة. وهي أول منظمة سياسية نسوية في اليمن. نظم النادي مناقشات مع رجال الفكر ورجال الدين لمناقشة حقوق المرأة. وعرّف المرأة بحقوقها وتحدث لصالح حق المرأة في التعليم والعمل. كما شارك في العمل المناهض للاستعمار وأقام المحاضرات والمسرحيات التي تدعم التحرر من الحكم الاستعماري.
وعندما منعت النساء من حضور حفل المطرب المصري الشهير فريد الأطرش في عدن، قام النادي بمبادرة من رضية إحسان بتنظيم مظاهرة ضد الحجاب في عدن. شاركت ست نساء سافرات، تتبعهن نحو ثلاثين امرأة سافرة بالسيارة، في مسيرة عبر شوارع عدن إلى مكتب صحيفتي الأيام وفتاة الجزيرة، حيث أصدرن بياناً صحفياً يدين الحجاب باعتباره "عائقاً أمام مشاركة المرأة في المجتمع العام". 
بعد تأسيس جمهورية اليمن الديمقراطية الشعبية عام 1967م، تم حظر كافة الجمعيات النسائية لصالح منظمة الدولة الواحدة الاتحاد العام لنساء اليمن.